# Paradiopatra lepta
Paradiopatra lepta är en ringmaskart som först beskrevs av Chamberlin 1919.  Paradiopatra lepta ingår i släktet Paradiopatra och familjen Onuphidae. Inga underarter finns listade i Catalogue of Life.